# Круглов Віктор Володимирович
Круглов Віктор Володимирович (2 березня 1970 року) — видавець, генеральний директор видавництва Ранок (видавництво, Харків), голова наглядової ради корпорації «Ранок», представник України в EEPG (Європейська Асоціація освітніх видавництв), член правління УАВК в Українській Асоціації видавців та книгорозповсюджувачів, Голова опікунської ради Харківського осередку в Українській академії лідерства.

## Життєпис
Народився 2 березня 1970 року в невеликому місті Іловайськ Донецької області. Навчався у середній загальноосвітній школі міста Іловайська.

## Освіта
Вивчав фізичні науки в Харківському національному університеті імені В. Н. Каразіна, який закінчив в 1994 році. Навчався в CAPS (Civil and political school). Випускник «Аспен Інститут Київ»

## Кар'єра
У 1995 році почав займатися приватною підприємницькою діяльністю. З 2000 року став генеральним директором ТОВ Видавництва «Ранок», м. Харків. У 2009 році відновив діяльність Зміївської паперової фабрики. У серпні 2018 року заснував школу «Ранок» — нестандартний навчальний заклад з власною новітньою системою навчання.

## Проекти
Переобка вторсировини. На Зміївській паперовій фабриці реалізований інноваційний проект з переробки комбінованих відходів і відходів типу упаковки Tetra Pack.   
Благодійний фонд. Віктор Круглов заснував благодійний фонд «Ранок-Україна», діяльність якого спрямована на співпрацю з дитячими будинками по всій Україні, допомогу багатодітним і малозабезпеченим сім'ям, спільно з місцевими адміністраціями та іншими всеукраїнськими благодійними організаціями.   
Інтерактивна школа. «Ранок» один з перших запустив проект з продажу електронного контенту для навчальних закладів.    

## Інтереси
З дитинства любив книги і присвятив улюбленому заняттю все життя. Захоплюється боксом та альпінізмом. 